# Краснофлотське (Казахстан)
Краснофло́тське (каз. Краснофлотское) — село у складі району Біржан-сала Акмолинської області Казахстану. Адміністративний центр та єдиний населений пункт Краснофлотської сільської адміністрації.
Населення — 210 осіб (2021; 352 у 2009, 649 у 1999, 1439 у 1989).
Національний склад станом на 1989 рік:
- росіяни — 37 %;
- казахи — 35 %.